# Торговый ряд купца У. И. Короткова
Торго́вый ря́д купца́ У. И. Коротко́ва  (торговые ряды) — одно из немногих сохранившихся дореволюционных зданий торгового назначения, расположенное в самом историческом центре города Кокшетау Акмолинской области Казахстана. Находится по адресу улица Ауэзова (в то время — ул. Петропавловская), д. № 163, вдоль красной линии застройки улицы, ранее здание выходило на базарную площадь (в советские времена «площадь Ленина»). 
В нем располагался магазин, который по праву можно считать первым торговым центром. Здание бывшего магазина относится к числу памятников истории и культуры местного значения начала XX века, охраняемое государством. Ныне в помещении памятника размещается музей литературы и искусства. В 2019 году была проведена реконструкция с сохранением исторического фасада здания (1903) в неизменном виде.

## Основные сведения
Торговый ряд был одним из первых капитально строившихся сооружений в городе. Со стороны северного фасада были сделаны пристройки. Изменена планировка, заложена часть дверных проемов, изменена кровля. Объемное решение здания исходило из характерной планировочной структуры торгового ряда - сблокированных между собой отсеков магазинов под одной кровлей. 
Это одноэтажное прямоугольное в плане строение под двухскатной кровлей с щипцовыми стенами на торцах. Стены здания кирпичные, на бутовом фундаменте, фасады здания изначально были оштукатурены и побелены. Протяженный главный фасад имел симметричную осевую композицию равномерного расположения входных дверей и окон. Центр фасада был отделен от боковых частей пилястрами, где был магазин хозяина здания.
Левый сосед здания торгового ряда — магазин купца А. В. Соколова. Передний фасад здания выходит на Акмолинский областной казахский музыкально-драматический театр и площадь Абылай-хана.

## История

### Царский период

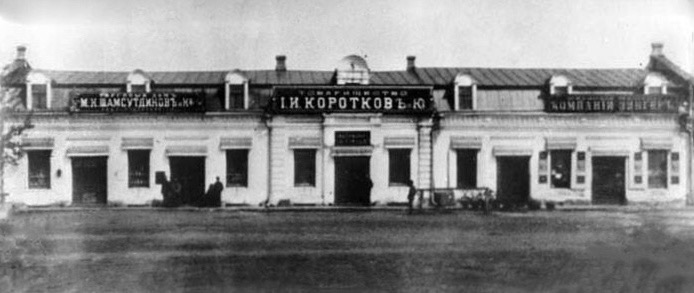
Вид торгового ряда со стороны Базарной площади в первой половине XX века.

Торговый дом, принадлежавший известному акмолинско-кокчетавскому купцу Короткову Устину (Иустину) Игнатьевичу был построен в 1903 году на базарной площади в Кокшетау, архитектор неизвестен.
К магазину купца, вплотную с западной стороны примыкал дом купца — деревянный сруб с цокольным полуэтажом. В одноэтажном кирпичном строении располагались изолированные торговые помещения. 
Купец реализовывал в своем магазине мануфактуру и сдавал площади в аренду. Например, в первом десятилетии XX века на фасаде здания висели вывески: «Торговый дом М. К. Шамсутдинов и Ко (Компания)», «Товарищество У. И. Короткова» и «Компания «Зингер».
После революции, в 1918 году, здание было муниципализировано и стало государственным, но продолжало использоваться, как магазин.

### Использование

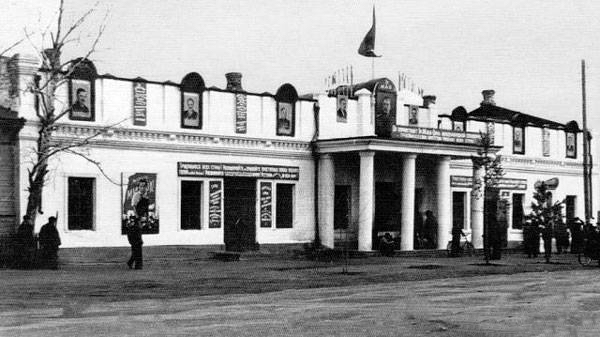
Вид на здание кинотеатра им. Жданова.

В 1934 году торговый ряд приспособили под первый и долгое время единственный кинотеатр на 280 мест.
В годы Великой Отечественной войны кинотеатр им. Жданова не прекращал свою работу. Медсёстры приводили на киносеансы выздоравливавших солдат.
В ноябре 1945 года кинотеатр был капитально отремонтирован. Зрительный зал был расширен до 330 мест и оборудован удобными сиденьями. Стены и потолок фойе красиво расписаны, в нем была устроена эстрада для оркестра.
По решению облисполкома от 8 сентября 1948 года кинотеатру было присвоено имя советского государственного деятеля Андрея Жданова.
В 1964 году здание стало специализированным кинотеатром для детей и подростков.
В 1989 году здание переименовывают в детский кинотеатр «Юность»..

### Постсоветское время
После распада СССР кинотеатр переживал трудные времена. 
В марте 2009 году старейший кинотеатр города был закрыт.
Затем в здании размещались разные организации города: молодёжный центр, «Дом дружбы» этнокультурных объединений Акмолинской области, выставочный зал и другие.
С 20 ноября 2014 года — постановлением администрации Акмолинской области был передан на баланс – государственного архив-музея «Литературы и искусства».

### Реконструкция здания
В 2019 году из областного бюджета были выделены средства на капитальный ремонт самого здания.
В 2021 году были выделены дополнительные средства на полную реконструкцию интерьера здания музея.

## Близкорасположенные к зданию достопримечательности Кокшетау
- Дом жилой и магазин купца А. В. Соколова
- Здание городского комитета КП Казахстана
- Акмолинский областной историческо-краеведческий музей
- Центральная площадь
- Городской парк культуры и отдыха